# Naturschutzgebiet Waldsiepen Hevener Straße – Im Lottental
Das Naturschutzgebiet Waldsiepen Hevener Straße – Im Lottental liegt auf dem Stadtgebiet von Bochum.
Das 7,9 Hektar großes Gebiet mit der Kennung BO-006 ist im Süden des Kerngebietes von Bochum zwischen der Ruhruniversität dem Ortsteil Bochum-Querenburg und dem Kemnader See gelegen.

## Gebietsbeschreibung
Laut Beschreibung des Fachdienstes des Landesamtes für Natur, Umwelt und Verbraucherschutz in NRW weist das Gebiet einen

„Biotopkomplex mit zwei von SW nach NO verlaufenden, recht steil eingetieften, bewaldeten Siepen auf, der dazwischenliegende Bergrücken wird von Grünlandflächen, im Norden von jüngeren Laubholzmischbeständen eingenommen.
Die zum Lottenbach fließenden Bäche sind 0,5 bis 1 m breit, naturnah entwickelt und weisen stellenweise Quellfluren mit Milzkrautbeständen auf.(...)
Eichenmischwälder und - kleinflächiger - altholzreicher Buchenwald herrschen vor, z. T. mit dichten Ilex-Beständen. Der Wald befindet sich überwiegend im mittleren bis starken Baumholzalter, stellenweise mit viel Totholz.
Im Norden befindet sich zwischen den Siepen ein junger, gepflanzter Eichen-Winterlinden-Mischbestand.(...)
Ergänzt wird das Biotop durch als Mähwiese bzw. Weide genutzte Bereiche zwischen den Tälchen, die durch durchgewachsene Hecken und Böschungsgehölz gegliedert werden. Im Westen des südlichen Siepens findet sich außerdem eine kleine brachgefallene Grünlandfläche.
Wertbestimmend für das Gebiet sind die alten Laubwälder nährstoffarmer, bodensaurer Standorte mit gut erhaltenem alten Baumbestand und die Quellbäche mit Sickerquellen.“

## Schutzziel
Erhaltung von Bachsiepen mit naturnahem Bachlauf und bodenständig bestockten, altholzreichen Laubwäldern an den Hängen sowie von angrenzenden, teilweise feuchten Grünlandflächen.
Dies ist der Lebensraum für eine Vielzahl von hier heimischen Tier- und Pflanzenarten:
Ringelnatter, Feuersalamander, Breitblättriger Rohrkolben, Rippenfarn, Weinberg-Lauch, Breitblättrige Stendelwurz, Hasenglöckchen, Aronstab, Schneeglöckchen und Busch-Windröschen.

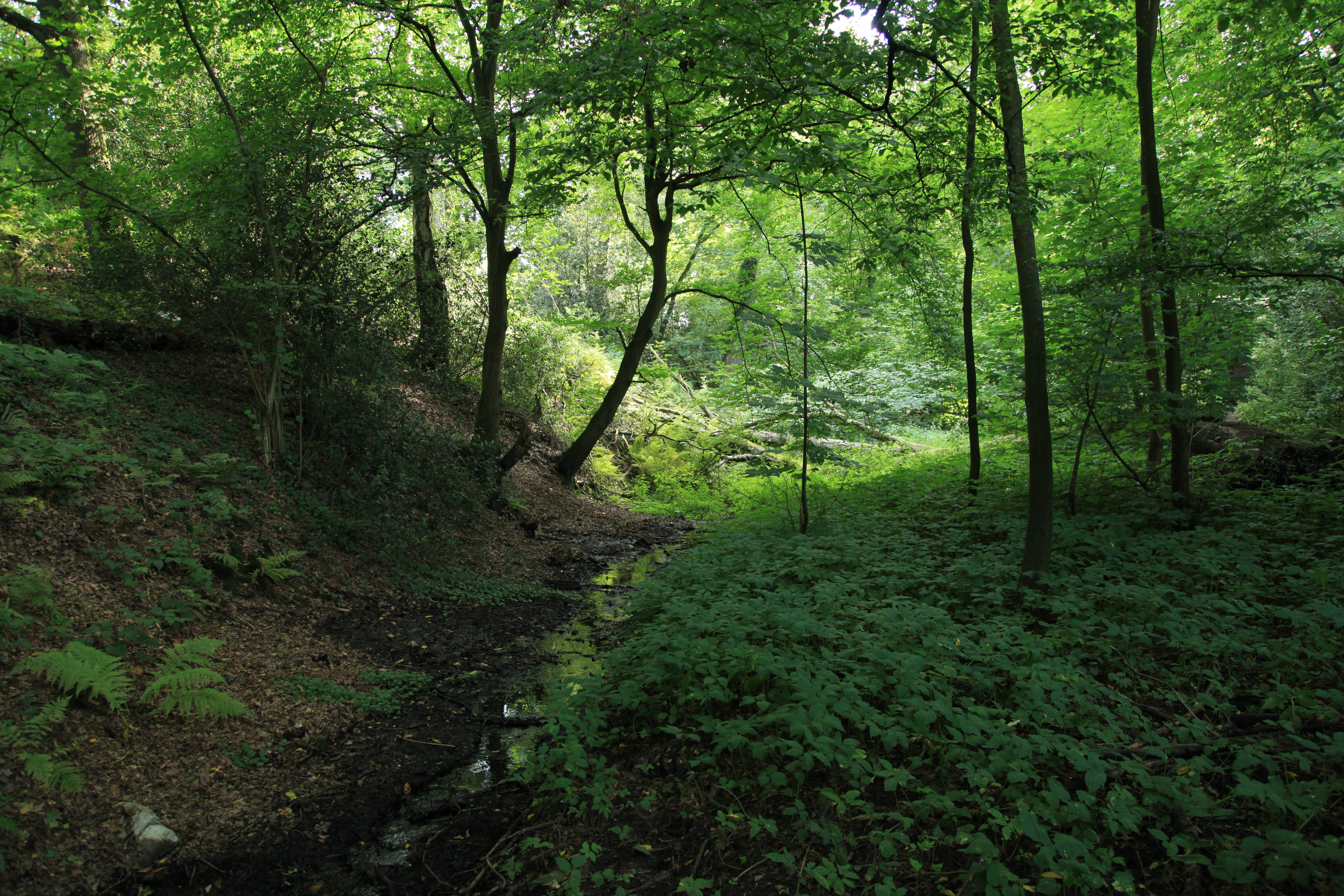
Waldsiepen im Lottental
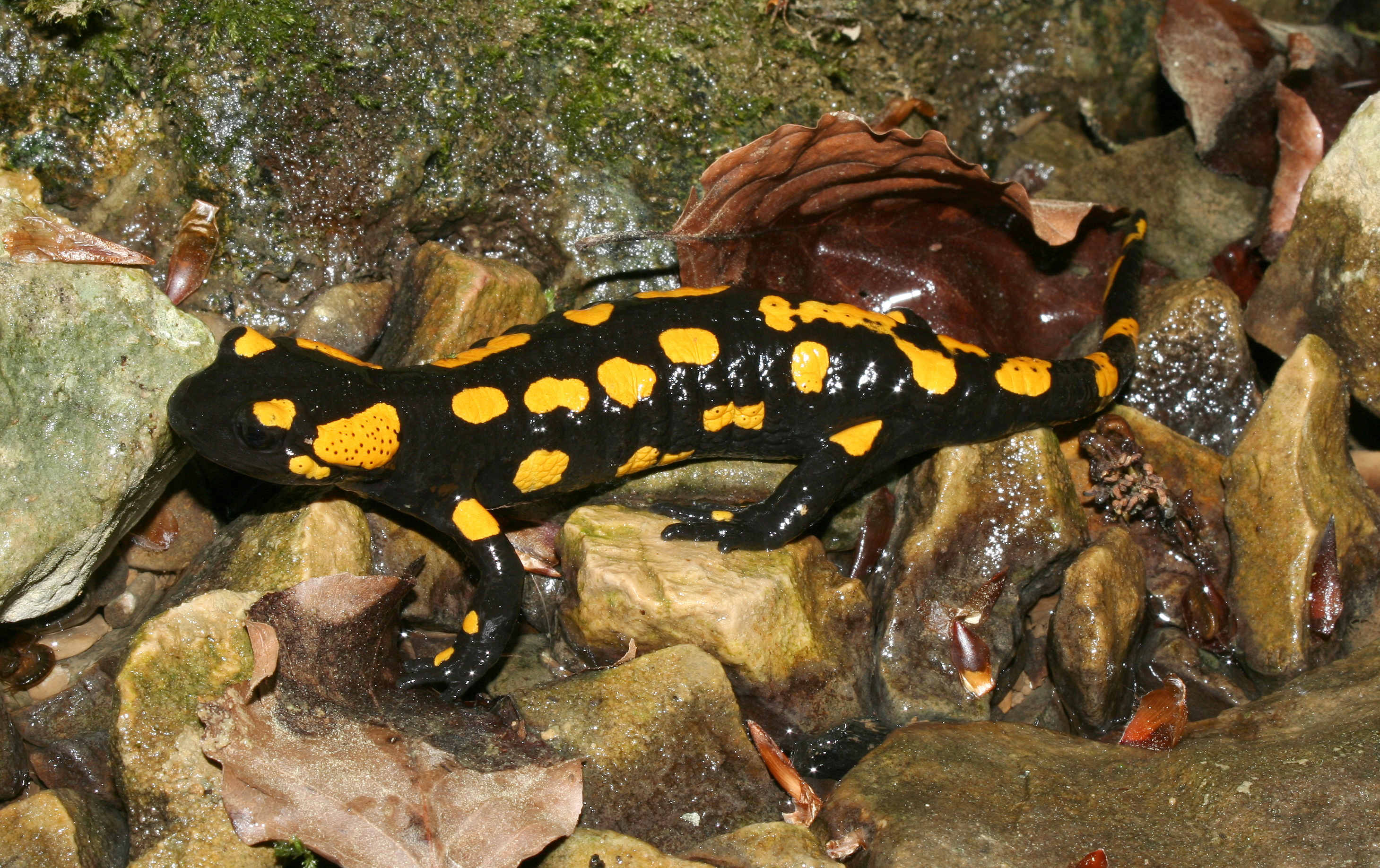
Feuersalamander
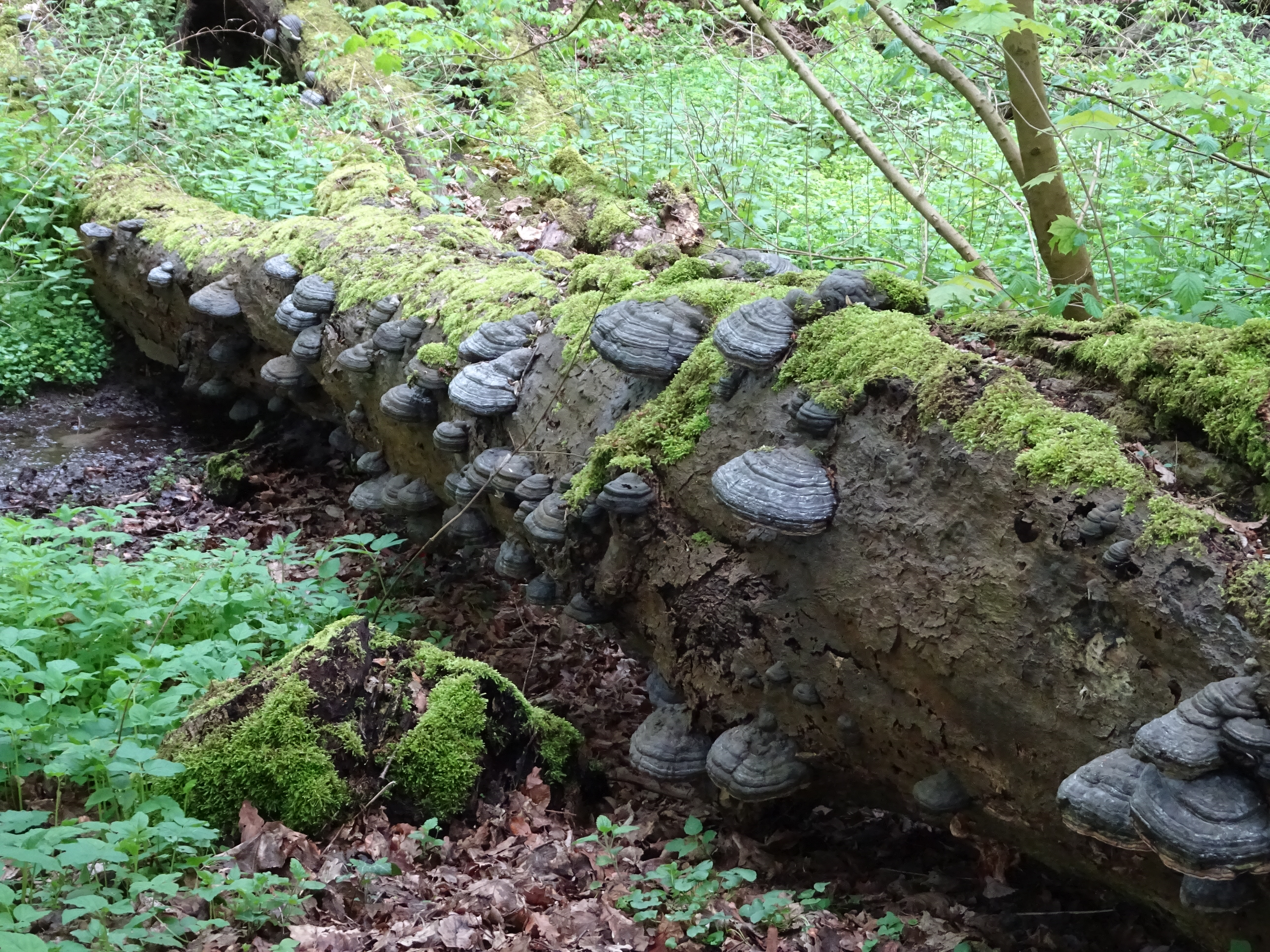
Zunderschwamm zersetzt Baum
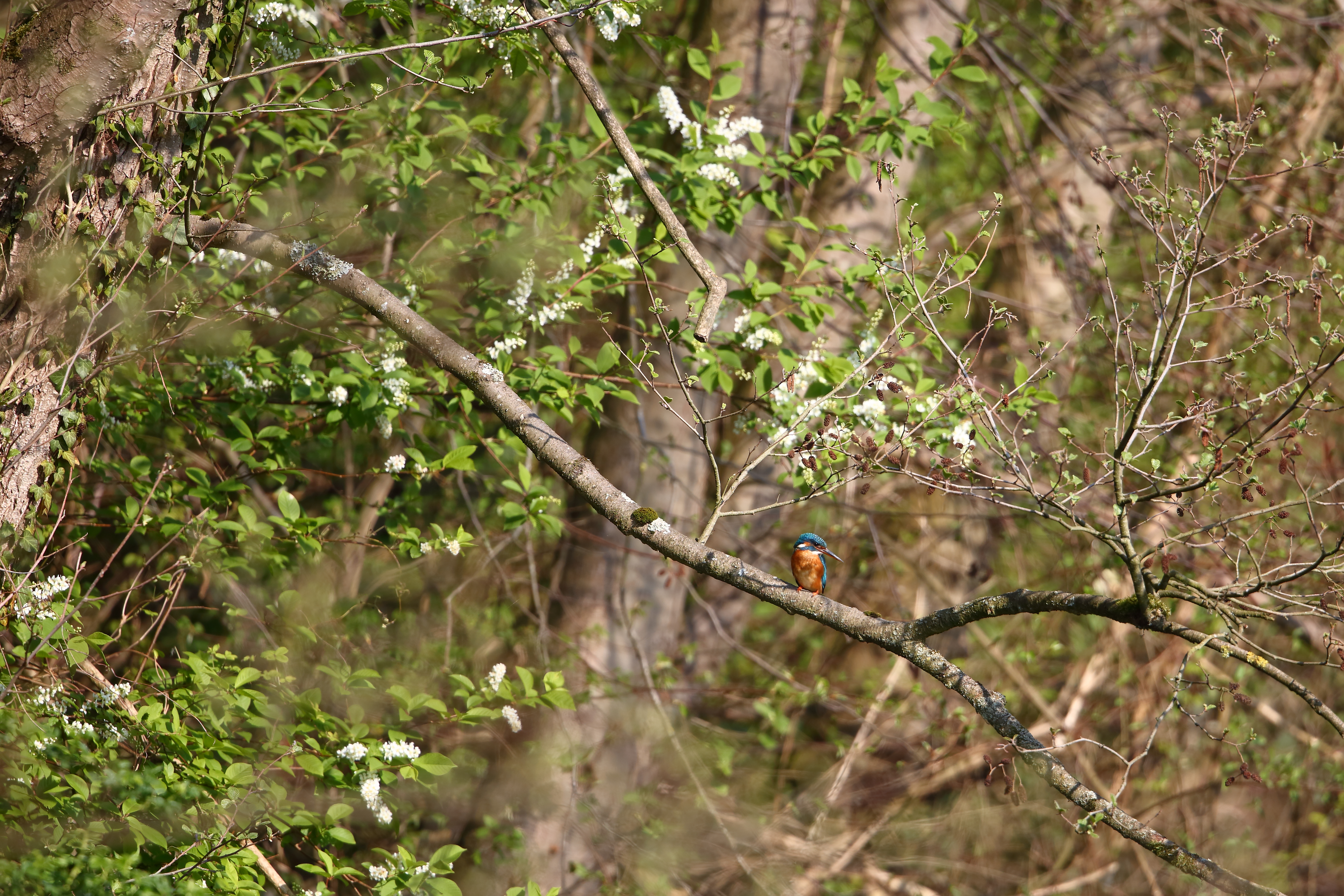
Die Teiche am Lottenbach sind auch die Heimat des geschützten Eisvogels.
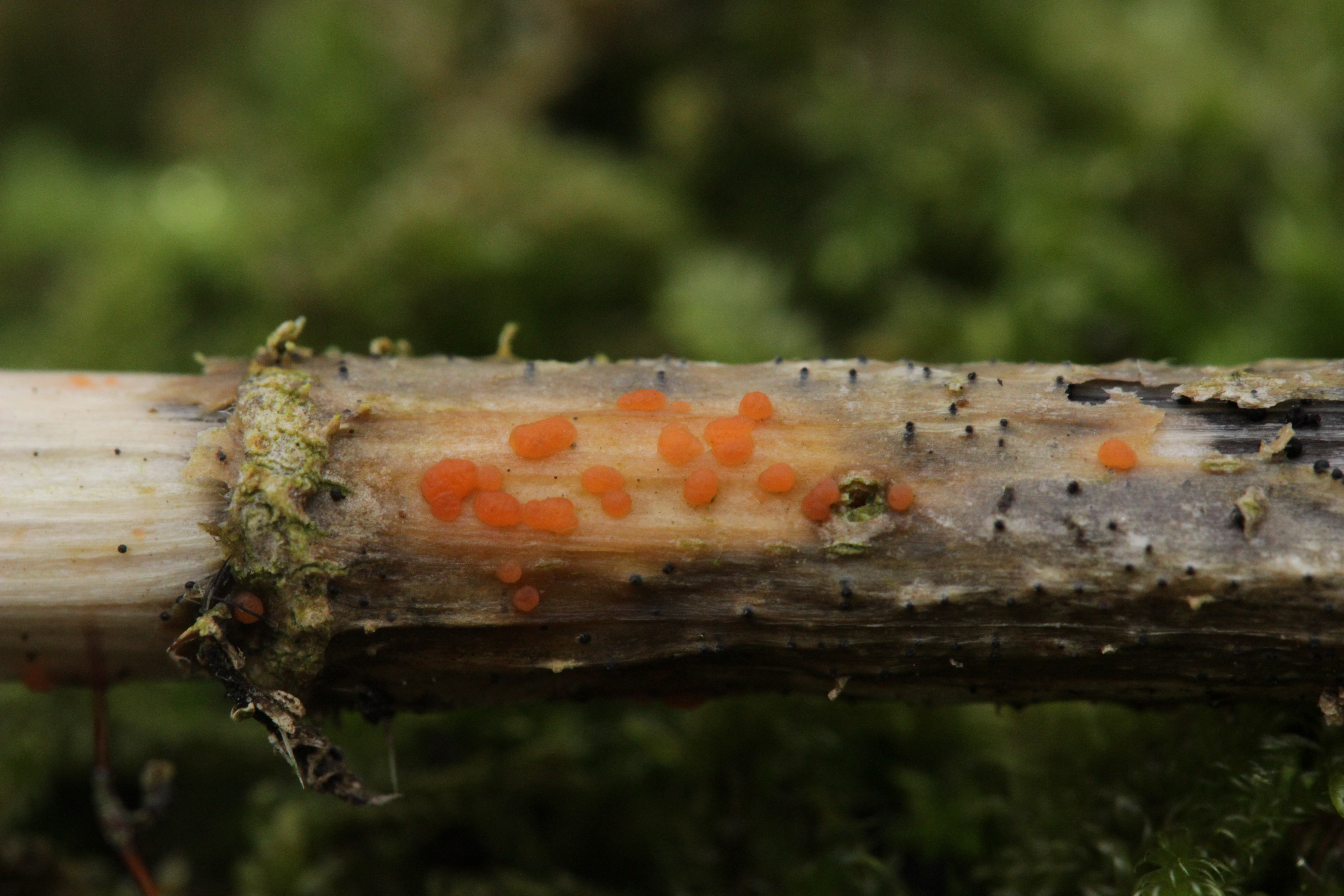
Orangefarbenes Brennnesselbecherchen (Calloria neglecta)
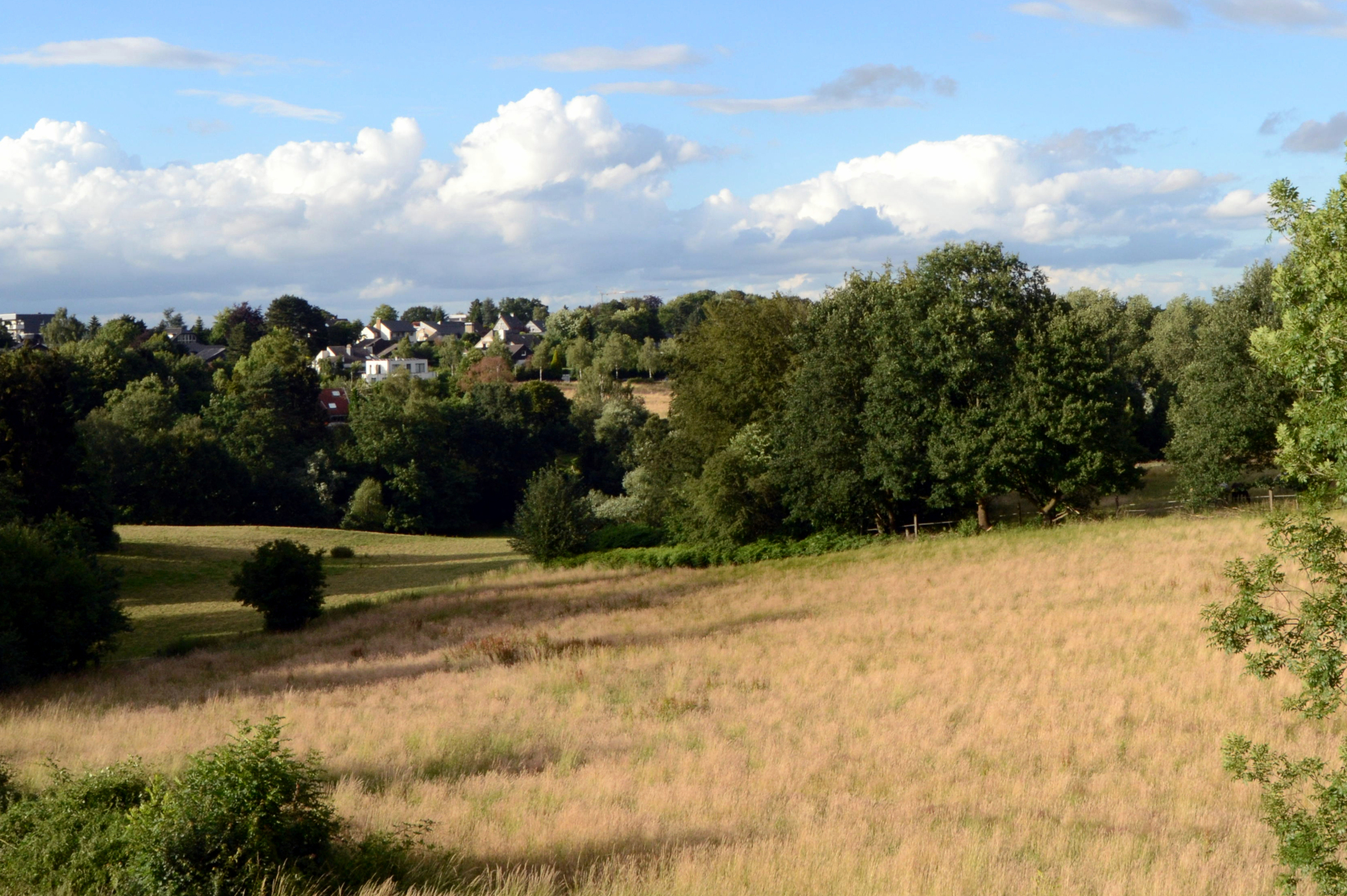
Tier-Wanderkorridor in den Siepen des oberen Lottentals in Bochum-Stiepel